# Esmeralda Pimentel
María Esmeralda Pimentel Murguía (Ciudad Guzmán, 8 de setembro de 1989) é uma atriz e modelo mexicana.

## Biografia
Aos 19 anos, Esmeralda participava de comerciais de TV para algumas marcas de roupa. Em 2007, participou do concurso Nuestra Belleza Jalisco representando a Zapotlán, e conseguiu  prêmio de 2º lugar.
Logo depois, decidiu ingressar no Centro de Educação Artística da Televisa, para se formar como atriz. Sua primeira personagem na tv foi em 2009, na telenovela Verano de amor, produção de Pedro Damián.
Em 2012 ela regressa na telenovela Abismo de pasión. Sua participação aumentou durante a trama, o que a fizeram reconhecer como atriz estreante. Neste mesmo ano, ela ganhou o papel da principal antagonista da novela Cachito de cielo, e atuou ao lado de Maite Perroni, Pedro Fernández e Jorge Poza.
Em 2013 interpretou mais uma antagonista na telenovela De que te quiero, te quiero, atuando ao lado de Livia Brito e Juan Diego Covarrubias. Na novela, sua personagem é Diana, que é a vilã. Ela morre em um acidente de carro, em um atentado contra a protagonista Natália, interpretada pela atriz Livia Brito. Sua personagem ficou apenas 2 meses na trama e saiu de cena muito antes do desfecho.
No ano de 2014 interpretou sua primeira protagonista na novela El color de la pasión, chamada Lucía, atuou junto com Erick Elías e Claudia Ramírez.
Em 2015 interpreta a protagonista da telenovela La vecina, onde atuou novamente com o ator Juan Diego Covarrubias. Dessa vez sua personagem sai de um lado mais sério e vai para um mais divertido. Ela é Sara, uma mulher simples e muito sensual que se apaixona pelo seu vizinho, Antônio.
Em 2017, protagonizou Enamorándome de Ramón, ao lado de José Ron, com a produção de Lucero Suárez.

## Carreira

### Telenovelas
| Ano  | Título                      | Personagem                        |
| ---- | --------------------------- | --------------------------------- |
| 2022 | Donde hubo Fuego            | Olivia                            |
| 2021 | The good Doctor             | Dra.Ana Morales                   |
| 2021 | La Templanza                | Mariana Larrea                    |
| 2020 | El Candidato                | Verónica de Velasco Rivera        |
| 2018 | La bella y las bestias      | Isabela León / Carolina Gutiérrez |
| 2017 | Enamorándome de Ramón       | Fabiola Medina Fernández          |
| 2015 | La vecina                   | Sara Granados Esparza             |
| 2014 | El color de la pasión       | Lucía Graxiola Murillo            |
| 2013 | De que te quiero, te quiero | Diana Mendoza Grajales de Cáceres |
| 2012 | Cachito de cielo            | Mara Magaña                       |
| 2012 | Abismo de pasión            | Kenia Jasso Navarro               |
| 2009 | Verano de amor              | Bertha Claveria                   |

### Séries
•Las 13 esposas de Wilson Fernandéz-(2017)-Amanda
• 40 y 20 (2016) - Lorena
- Gossip Girl: Acapulco (2013) - Francesca Ruiz de Hinojos
- Cloroformo (2012) - Sarita (Episódio: Los peores golpes sí dan en el ring)
- Como dice el dicho (2011)-Sandra

### Cinema
•Teste de Paternidade (2020)-Cecilia
•El hubiera sí Existe (2019)-Rosa
- El que busca encuentra (2017)-Ángelica
- Cuando los hijos Regresan (2017)-Violeta
- Viaje de generación (2012) - Ela mesma

## Ligações Externas
- Esmeralda Pimentel. no IMDb.
- Esmeralda Pimentel no X